# Kuivasaari (ö i Södra Savolax, Pieksämäki, lat 62,31, long 27,01)
Kuivasaari är en ö i Finland. Den ligger i sjön Ala-Siili och i kommunen Pieksämäki i den ekonomiska regionen  Pieksämäki ekonomiska region  och landskapet Södra Savolax, i den södra delen av landet, 260 km norr om huvudstaden Helsingfors. Öns area är 0,3 hektar och dess största längd är 120 meter i nord-sydlig riktning.